# Aceria anthocoptes
Aceria anthocoptes (лат.) — вид клещей из семейства Eriophyidae. Его нередко находят на растении Бодяк полевой (Cirsium arvense), поэтому клещ может являться хорошим агентом биологического контроля этого инвазивного вида.

## Описание
Размер 170 на 65 мкм. Хелицеры около 20 мкм в длину и почти прямые.

## Распространение
Обитают в США и некоторых европейских странах. В 2001 году ареал клеща распространялся на 21 страну.